# (62) Erató
(62) Erató es un asteroide que forma parte del cinturón de asteroides y fue descubierto por Otto Leberecht Lesser y Wilhelm Julius Foerster el 14 de septiembre de 1860 desde el observatorio de Berlín, Alemania. Está nombrado por Erató, una diosecilla de la mitología griega.

## Características orbitales
Erató está situado a una distancia media del Sol de 3,128 ua, pudiendo acercarse hasta 2,592 ua y alejarse hasta 3,664 ua. Su excentricidad es 0,1713 y la inclinación orbital 2,23°. Emplea en completar una órbita alrededor del Sol 2021 días. Pertenece a la familia asteroidal de Temis.